# Catedral de Santa María (Palangka Raya)
La Catedral de Santa María o simplemente Catedral de Palangka Raya (en indonesio: Katedral Santa Maria) es el nombre que recibe un edificio religioso afiliado a la Iglesia Católica que se encuentra ubicado en la ciudad de Palangka Raya (también escrito Palangkaraya) en la provincia de Kalimantan Central al sur de la isla de Borneo en el país asiático de Indonesia.
El edificio de la iglesia catedral utilizado hoy fue inaugurado el 21 de marzo de 1999 por el entonces Administrador Apostólico de la Diócesis de Palangkaraya Monseñor Florentius sidot. Dependen de la catedral 3 parroquias: la Parroquia de San José creada el 17 de abril de 1987, la Parroquia de San Arnoldo Janssen, creada en 1985 y la Parroquia de Jesús Buen Pastor, creada el 15 de agosto de 2010.
El templo sigue el rito romano o latino y es la iglesia madre de la diócesis de Palangkaraya (Dioecesis Palangkaraiensis o Keuskupan Palangkaraya) que fue creada en 1993 mediante la bula "Venerabiles Fratres" del Papa Juan Pablo II.
Se encuentra bajo la responsabilidad pastoral del Obispo Aloysius Maryadi Sutrisnaatmaka.